# Gatsby vĩ đại
Gatsby vĩ đại (tiếng Anh: The Great Gatsby, còn có tên Đại gia Gatsby) là một tiểu thuyết của nhà văn F. Scott Fitzgerald người Mỹ, được xuất bản lần đầu vào ngày 10 tháng 4 năm 1925.

## Nội dung

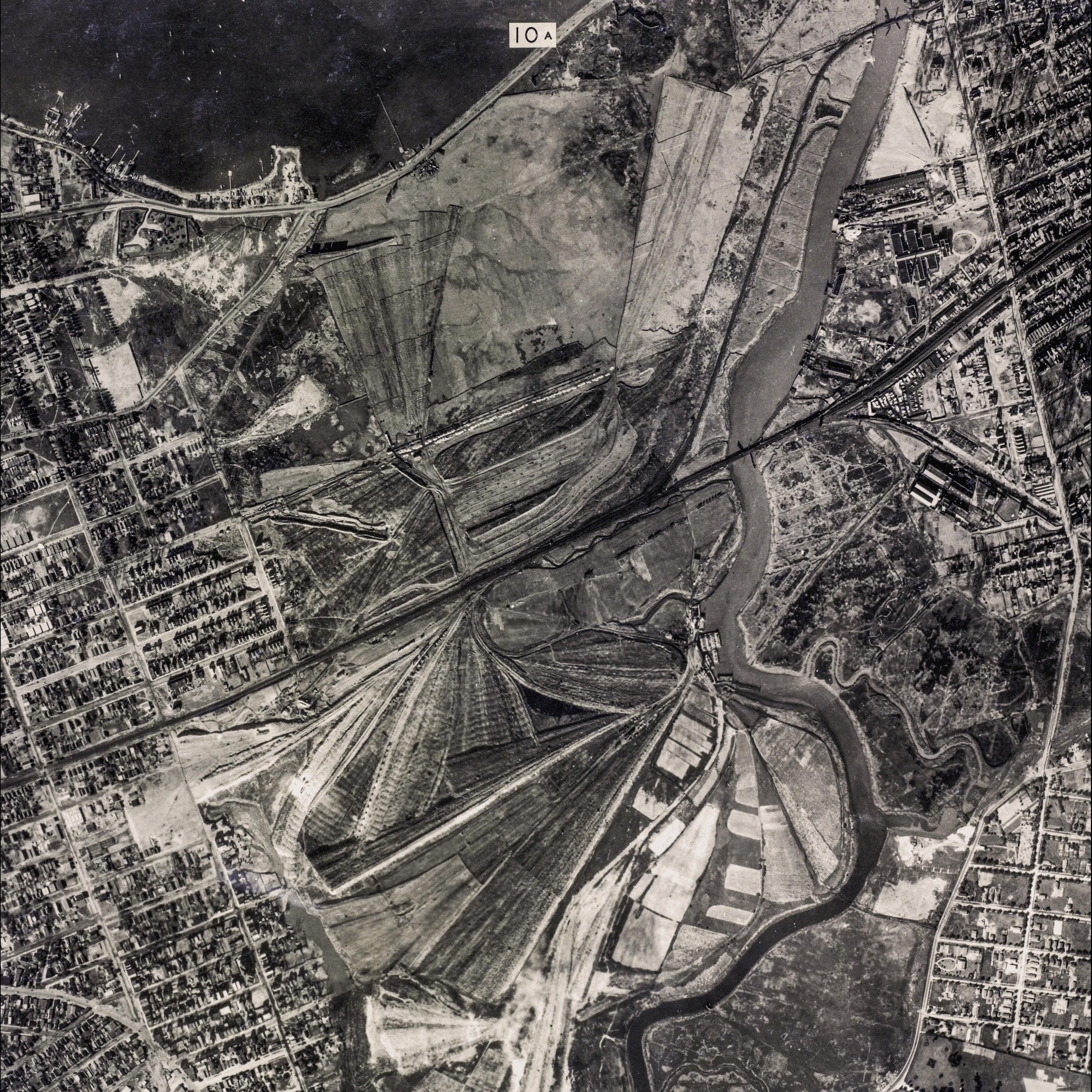
"Thung lũng tro", một bãi rác rộng lớn nằm ở Thành phố New York trong những năm 1920. Khu vực này đã trở nên nổi tiếng trong cuốn tiểu thuyết. Ngày nay, khu vực này là Công viên Flushing Meadows – Corona.

Câu chuyện được kể qua hồi ức của Nick Carraway về những sự việc xảy ra từ mùa xuân năm 1922.
Nick là cựu sinh viên Đại học Yale và từng tham gia trong Đại chiến Thế giới lần thứ nhất, từ vùng Trung Tây chuyển đến, hiện đang làm nghề kinh doanh trái phiếu tại thành phố New York. Nick mới chuyển đến thuê một ngôi nhà gỗ tại Long Island thuộc West Egg, ngoại ô thành phố New York, cạnh một dinh thự hoành tráng do Jay Gatsby làm chủ. Gatsby là một triệu phú bí ẩn thường xuyên tổ chức các bữa tiệc cho quan khách nhưng bản thân mình lại không tham gia cùng họ.
Một buổi tối nọ, Nick được mời đến ăn tối ở East Egg tại gia đình người em gái họ Daisy và chồng, Tom Buchanan, cũng là người quen biết của Nick thời đại học. Họ giới thiệu Nick với cô Jordan Baker, một golf thủ trẻ thành công, và hai người bắt đầu mối quan hệ hẹn hò. Jordan cũng tiết lộ cho Nick biết Tom có cô nhân tình tên Myrtle Wilson, dù cô này đã có gia đình. Vợ chồng Wilson mở một trạm xăng ở vùng "Thung lũng tro", khu vực khá hẻo lánh của tầng lớp lao động. Một dịp khác, Nick đến căn hộ riêng của Tom và Myrtle tại New York để tham gia bữa tiệc nhỏ, tại đây đã xảy ra trận cãi cọ liên quan đến Daisy; Tom và Myrtle xung đột và kết cuộc là Tom đấm vỡ mũi Myrtle.
Cũng mùa hè năm đó, Nick nhận được lời mời dự tiệc từ Gatsby, trong bữa tiệc này Gatsby đã thổ lộ với Jordan Baker một bí mật mà sau đó Nick biết được rằng Gatsby đã đem lòng yêu Daisy (Buchanan) từ lần đầu tiên gặp gỡ trong thời kỳ Gatsby đi lính tại Louisville. Tuy nhiên, thuở đó Gatsby chỉ là anh chàng nhà quê tay trắng, không có điều kiện tài chính để lo cho cô. Gatsby đã quyết tâm bằng mọi cách làm giàu hòng lấy được Daisy. Sau khi giàu có, Gatsby liên tục tổ chức tiệc tùng với hy vọng sẽ được Daisy chú ý đến nhưng không thành công. Sau đó, Gatsby lên một kế hoạch là nhờ Nick mời Daisy đến nhà của Nick dự một bữa tiệc trà nhỏ mà không tiết lộ cho ai biết là Gatsby sẽ có mặt. Đúng như dự tính, Gatsby được tái ngộ với người trong mộng, anh cho Daisy nhìn thấy gia sản đồ sộ của mình, và sau phút bỡ ngỡ ban đầu hai người đã nhanh chóng vun đắp tình cảm.
Nick và Gatsby dần dần trở nên thân thiết hơn, qua đó anh biết được nhiều chuyện đời tư của Gatsby. Vốn tên là James Gatz, xuất thân trong gia đình nông dân, cảnh sống bấp bênh. Lên 17 tuổi, James Gatz đổi tên thành Jay Gatsby và cũng trong thời gian này Gatsby gặp được Dan Cody, người dẫn dắt Gatsby thấy được tiềm năng, định hình tương lai và quyết tâm làm nên sự nghiệp cho chính mình. Từ đó Gatsby mới có được ngày hôm nay.
Một dịp khác, vợ chồng Daisy - Tom đến nhà Gatsby dự tiệc. Tom với bản tính háo sắc, đi tán tỉnh các cô gái khác, trong khi đó Gatsby và Daisy dắt nhau vào sân nhà Nick để có khoảng thời gian riêng tư bên nhau, Nick giữ vai trò canh cửa cho hai người. Sau đó Nick biết được tâm tư Gatsby, rằng anh ta quyết tâm đoạt lại quá khứ có Daisy vì cả cuộc đời Gatsby đi gầy dựng cơ ngơi, gia sản này cũng vì để có được người đẹp. Đối với Gatsby đó là cả lý tưởng sống.

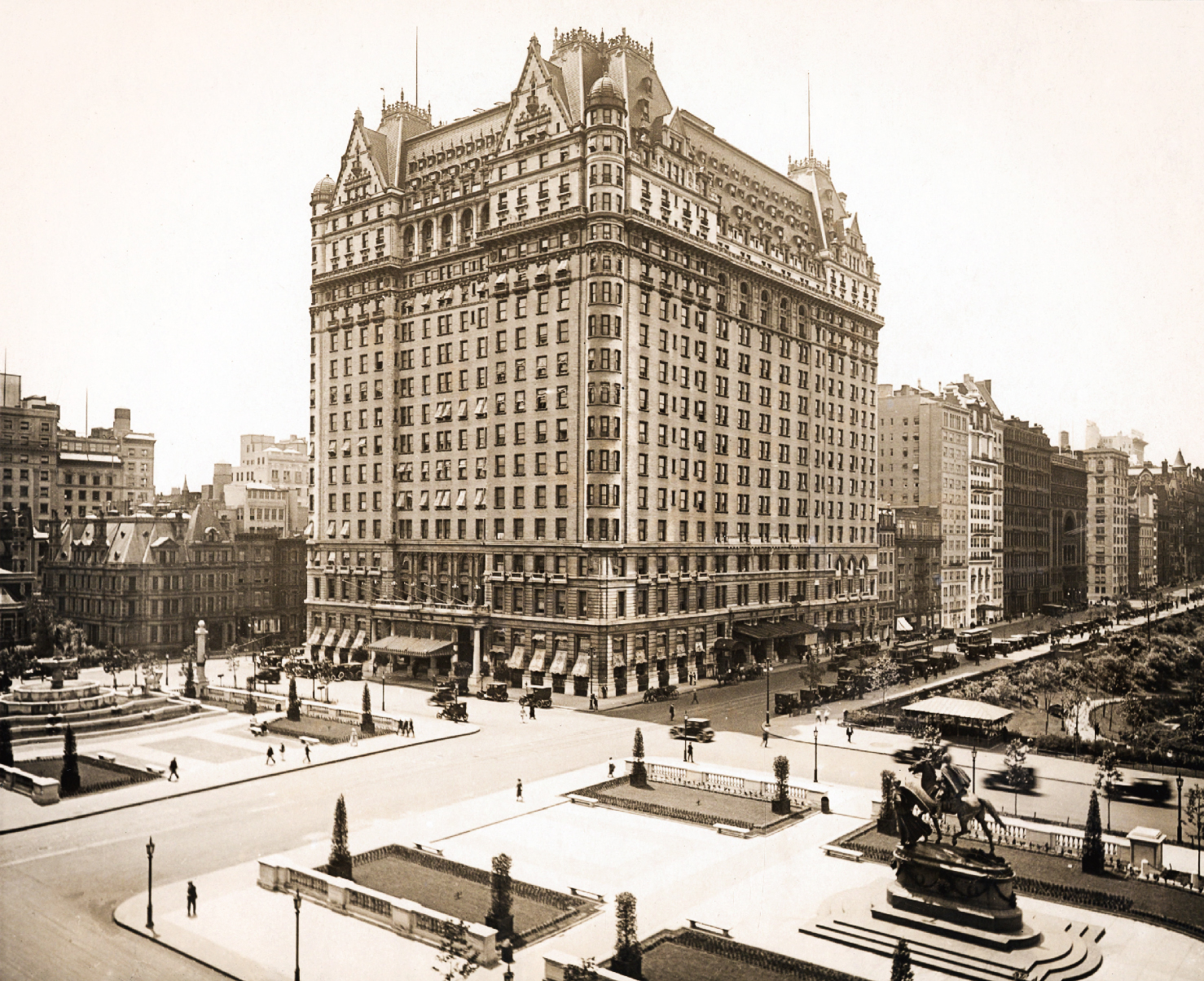
Khách sạn Plaza — một dinh thự giống như lâu đài lấy cảm hứng từ kiến trúc Pháp cho bối cảnh của tiểu thuyết

Vào một ngày hè định mệnh, Nick cùng Gatsby đến East Egg dự tiệc tại cơ ngơi nhà Buchanan. Lúc này Tom đã có hoài nghi về tình cảm giữa Gatsby và vợ mình. Vì trời quá nóng bức, Daisy đề nghị cả nhóm lái xe vào thành phố nghỉ mát. Thế là Gatsby và Daisy đi chung một xe (của Tom); Nick, Jordan và Tom đi một xe (của Gatsby). Trên đường đi, Tom (đi xe của Gatsby) ghé đổ xăng tại trạm xăng vợ chồng Wilson và được biết Wilson đã phát hiện ra vợ mình ngoại tình với ai đó (chứ không biết đó là Tom) nên đang lên kế hoạch chuyển nhà đi xa. Tình thế này đẩy Tom vào hoàn cảnh hụt hẫng vì sắp mất cả vợ lẫn nhân tình.
Cả nhóm đến khách sạn - nhà hàng Plaza ăn và uống rượu thỏa thuê. Tom phát hiện ra mối quan hệ thân thiết quá mức giữa đôi Daisy - Gatsby, anh ta lồng lộn lên và hằn học cho Daisy biết Gatsby giàu lên nhờ buôn lậu và bao phi vụ mờ ám khác, còn Tom thuộc dòng dõi Buchanan là tầng lớp thượng lưu với tài sản dồi dào từ bao đời nay. Anh ta ra lệnh mọi người lái xe về nhà để trước mặt mọi người anh ta sẽ dùng gia sản kếch sù của mình mà giữ lại Daisy.
Trên đường về, Nick, Tom và Jordan (đi chung xe của Tom) phát hiện có vụ tai nạn ngay trạm xăng nhà Myrtle Wilson, cả ba người đến xem xét thì phát hiện ra Myrtle đã chết vì bị xe tông, mà xe đó chính là xe của Gatsby. Về đến East Egg, qua vài câu hỏi, Nick biết được người cầm tay lái tông vào Myrtle chính là Daisy chứ không phải Gatsby nhưng Gatsby vẫn khăng khăng nhận hết lỗi về phía mình. Sau vụ tai nạn, George Wilson, chồng Myrtle, đã gặp Tom chất vấn, sau khi biết được chiếc xe gây tai nạn là của Gatsby thì anh ta tức tốc đến dinh thự nhà Gatsby, bắn chết Gatsby trong bể bơi trong dinh thự, và sau đó tự sát.
Sau thảm họa về cái chết, đám tang của Gatsby chỉ có mình Nick lo liệu. Trong buổi chôn cất chỉ có vỏn vẹn Nick, cha Gatsby, mấy gia nhân và cha nhà thờ. Trước khi trở về Trung Tây, Nick trở lại dinh thự của Gatsby lần cuối và nhìn chằm chằm vào vịnh với thứ ánh sáng xanh phát ra từ cuối bến tàu của Daisy.

## Nhân vật
- Nick Carraway: Người kể chuyện của cuốn tiểu thuyết, Nick là một thanh niên đến từ Minnesota, sau khi được đào tạo tại Yale và chiến đấu trong Thế chiến thứ nhất, anh đã đến thành phố New York để học kinh doanh trái phiếu. Trung thực, khoan dung và có khuynh hướng phán đoán bảo lưu, Nick thường là người bạn tâm giao cho những ai có bí mật rắc rối. Sau khi chuyển đến West Egg, một khu vực hư cấu của Long Island, nơi sinh sống của những người mới giàu có, Nick nhanh chóng kết bạn với người hàng xóm kế bên, Jay Gatsby bí ẩn. Là anh họ của Daisy Buchanan, anh đã tạo điều kiện cho mối quan hệ tình cảm giữa cô và Gatsby được nhen nhóm. Gatsby vĩ đại được kể hoàn toàn qua con mắt của Nick; suy nghĩ và nhận thức của anh định hình và tô màu cho câu chuyện.[3]
- Jay Gatsby (tên gốc James "Jimmy" Gatz): Tiêu đề và nhân vật chính của cuốn tiểu thuyết, Gatsby là một thanh niên giàu có đáng kinh ngạc sống trong một biệt thự kiểu Gothic ở West Egg. Anh ta nổi tiếng với những bữa tiệc xa hoa mà anh tổ chức vào mỗi tối thứ Bảy, nhưng không ai biết anh ta đến từ đâu, làm gì, hoặc làm thế nào anh ta kiếm được tài sản của mình. Khi cuốn tiểu thuyết tiến triển, Nick biết rằng Gatsby sinh ra là James Gatz tại một trang trại ở Bắc Dakota; làm việc cho một triệu phú đã khiến anh ta cống hiến cuộc đời mình để đạt được sự giàu có. Khi được đi đào tạo để trở thành một sĩ quan ở Louisville, Gatsby đã gặp Daisy và hai người yêu nhau. Sau đó Gatsby đi châu Âu tham gia Chiến tranh Thế giới thứ nhất, từng lên tới cấp Thiếu tá. Nick cũng biết rằng Gatsby đã kiếm được tài sản của mình thông qua hoạt động tội phạm, vì anh ta sẵn sàng làm bất cứ điều gì để có được vị trí xã hội mà anh ta cho là cần thiết để giành được Daisy. Nick coi Gatsby là một người đàn ông có nhiều khuyết điểm, không trung thực và thô tục. Cũng theo Zelda, là vợ của Fitzgerald, nhân vật Gatsby được dựa trên kẻ lừa đảo Max Gerlach và là cựu sĩ quan trong Thế chiến I.[4]

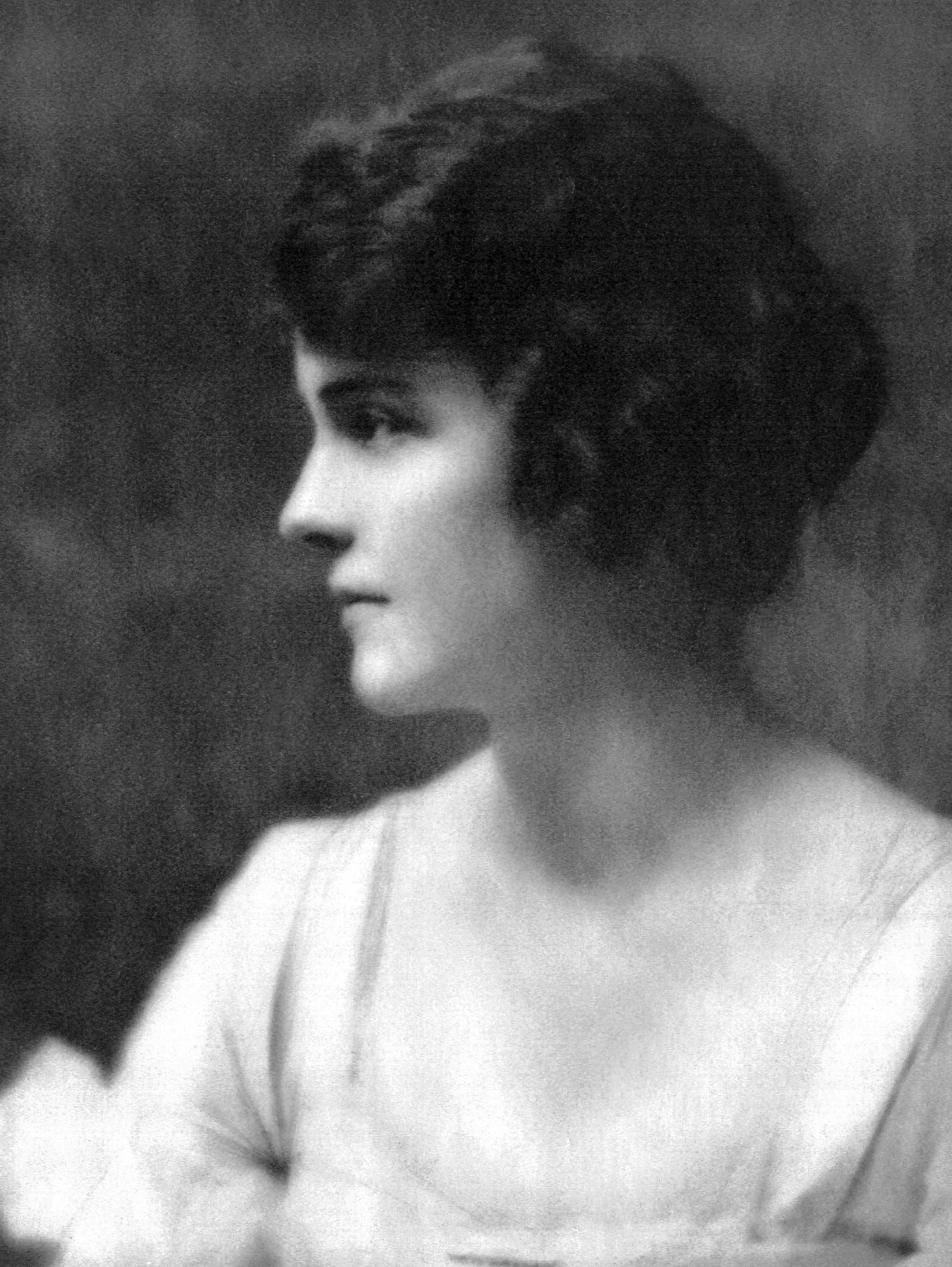
Ginevra King trên bìa tạp chí Town & Country tháng 7 năm 1918, là người mà Fitzgerald theo đuổi mối quan hệ lãng mạn, bà đã truyền cảm hứng nên nhân vật Daisy Buchanan.

- Daisy Buchanan: Em họ của Nick, và là người phụ nữ mà Gatsby yêu. Khi còn là một phụ nữ trẻ ở Louisville trước chiến tranh, Daisy được một số sĩ quan, trong đó có Gatsby tán tỉnh. Cô đã yêu Gatsby và hứa sẽ đợi anh. Tuy nhiên, Daisy ẩn chứa một nhu cầu được yêu thương sâu sắc, và khi một thanh niên giàu có, quyền lực tên là Tom Buchanan đề nghị kết hôn với cô, Daisy đã quyết định không chờ đợi Gatsby. Là một người của xã hội, xinh đẹp, Daisy hiện sống với Tom, đối diện với Gatsby ở quận East Egg thời thượng của Long Island. Cô nàng mỉa mai và có phần hoài nghi, cư xử hời hợt để che giấu nỗi đau của mình trước sự không chung thủy liên tục của chồng. Nhân vật Daisy được lấy cảm hứng từ mối tình thanh xuân của Fitzgerald với Ginevra King.
- Thomas "Tom" Buchanan: Người chồng vô cùng giàu có của Daisy, từng là thành viên câu lạc bộ xã hội của Nick tại Đại học Yale. Tính cách của Tom được xây dựng mạnh mẽ với xuất thân từ một gia đình lâu đời vững chắc về mặt xã hội. Tom là một kẻ kiêu ngạo, kẻ bắt nạt giả tạo. Thái độ xã hội của anh mang tính phân biệt chủng tộc và phân biệt giới tính, và Tom thậm chí không bao giờ nghĩ đến việc cố gắng sống theo tiêu chuẩn đạo đức mà anh ta yêu cầu từ những người xung quanh. Anh ta không có chút e ngại về đạo đức nào về mối quan hệ ngoài hôn nhân của mình với Myrtle, nhưng khi anh bắt đầu nghi ngờ Daisy và Gatsby có quan hệ tình cảm, anh trở nên phẫn nộ và buộc phải đối đầu. Giống như cha của Ginevra, là người mà Fitzgerald phẫn nộ, Buchanan là một "Người da trắng thượng đẳng".[5][6]

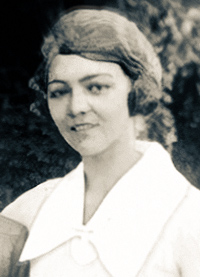
Edith Cummings là một tay golf nghiệp dư, bà đã truyền cảm hứng cho nhân vật Jordan Baker.

- Jordan Baker: Bạn của Daisy, một người phụ nữ mà Nick có quan hệ tình cảm trong suốt quá trình kể của cuốn tiểu thuyết. Cô là một golf thủ cạnh tranh, Jordan đại diện cho một trong những "phụ nữ mới" của những năm 1920 - hoài nghi, nam tính và tự cho mình là trung tâm. Jordan xinh đẹp nhưng cũng không trung thực: cô đã gian lận để giành chiến thắng trong giải đấu golf đầu tiên của mình và liên tục bẻ cong sự thật.
- Myrtle Wilson: Người tình của Tom; người chồng không còn chung sống với cô là George; cô cũng sở hữu một nhà để xe nằm tại "Thung lũng tro". Bản thân Myrtle sở hữu một sức sống mãnh liệt và tuyệt vọng tìm cách cải thiện tình hình của mình. Thật không may cho Myrtle, cô đã chọn Tom, người đối xử với cô như một đối tượng mong muốn của mình.
- George Wilson: Chồng của Myrtle, người chủ của một cửa hàng ô tô đang chết dần chết mòn ở rìa "Thung lũng tro". George yêu và lý tưởng Myrtle, và ông bị tàn phá bởi cuộc tình của cô với Tom. George đau buồn khi Myrtle bị giết. Ở đây, George được so sánh với Gatsby ở chỗ cả hai đều là những kẻ mộng mơ và cả hai đều bị hủy hoại bởi tình yêu đơn phương dành cho người phụ nữ yêu Tom.
- Mắt cú (Owl Eyes): Người say rượu đeo kính cận và lập dị mà Nick gặp tại bữa tiệc đầu tiên anh tham dự tại biệt thự của Gatsby. Nick phát hiện Owl Eyes đang nhìn xuyên qua thư viện của Gatsby, ngạc nhiên vì những cuốn sách là thật.
- Klipspringer: Kẻ ăn bám nông cạn gần như sống tại biệt thự của Gatsby, gã lợi dụng tiền của chủ nhà. Ngay sau khi Gatsby chết, Klipspringer biến mất - gã không đến dự đám tang, nhưng gã gọi cho Nick về một đôi giày tennis mà gã để lại ở biệt thự của Gatsby.
- Meyer Wolfsheim: Bạn của Gatsby, một nhân vật nổi tiếng trong giới tội phạm có tổ chức. Trước khi các sự kiện của cuốn tiểu thuyết diễn ra, Wolfsheim đã giúp Gatsby kiếm được tài sản của mình bằng cách khai thác rượu lậu. Việc anh ta tiếp tục quen Gatsby cho thấy Gatsby vẫn còn tham gia vào việc kinh doanh bất hợp pháp.

## Ảnh hưởng
Tiểu thuyết Gatsby vĩ đại của F. Scott Fitzgerald ghi lại tâm trạng mất mát, chán chường, chiều hướng của những giấc mơ vàng của tuổi trẻ bị tan vỡ trong thất bại ở "thời đại nhạc Jazz". Với giọng văn mỉa mai, trào lộng, ý nghĩa tinh tế, Fitzgerald đã thể hiện những suy ngẫm, những vấn đề của con người và thời đại mình.
Gatsby vĩ đại đặt trong bối cảnh của vùng Long Island ở Hoa Kỳ trong mùa hè năm 1922, như kể lại thời kỳ sống của chính tác giả. Sau cú sốc và hỗn loạn của Chiến tranh thế giới thứ nhất, nước Mỹ bước vào thời kỳ thịnh vượng chưa từng thấy trong những năm 1920 do sự cất cánh của nền kinh tế. Cũng trong thời gian này, Luật cấm buôn bán và sản xuất rượu được ban hành, làm tăng lên các tội phạm có tổ chức. Mặc dù Fitzgerald, giống như Nick Carraway trong tác phẩm của mình, tôn sùng sự giàu có, nhưng ông không thấy thoải mái với xã hội coi trọng vật chất quá mức và đạo đức lại không đi cùng với nó.
Tác phẩm không được ngưỡng mộ trong lần xuất bản đầu tiên, chỉ bán được ít hơn 25.000 cuốn trong suốt 15 năm khi Fitzgerald còn sống. Mặc dù tác phẩm đã được chuyển thể thành kịch và đưa lên phim ảnh của Hollywood trong năm 1925, nhưng nó hầu như bị lãng quên trong thời kỳ Đại suy thoái và Chiến tranh thế giới thứ hai. Sau đó, tác phẩm được xuất bản lại vào năm 1945 và năm 1953, lần này tác phẩm nhanh chóng có được số lượng độc giả rộng rãi. Hiện nay, tác phẩm vẫn được coi là một trong những cuốn tiểu thuyết vĩ đại nhất của người Mỹ.
Năm 2007, trong một cuộc bầu chọn Mười tác phẩm vĩ đại nhất của mọi thời đại do tạp chí Time tổ chức khảo sát lấy ý kiến của 125 nhà văn nổi tiếng đương thời, gồm các tên tuổi lớn như Franzen, Mailer, Wallace, Wolfe, Chabon, Lethem, King; Gatsby vĩ đại được chọn vào Danh sách 10 kiệt tác văn chương vĩ đại nhất mọi thời đại. Tác phẩm cũng được đưa vào giảng dạy trong chương trình trung học phổ thông và các khóa giảng về Văn học Mỹ tại các trường đại học ở nhiều nước trên thế giới.

### Dịch thuật
Tại Miền Nam Việt Nam, The Great Gatsby được dịch giả Mặc Đỗ dịch với nhan đề là Con người Hào hoa, xuất bản lần đầu năm 1956, sau này được tái bản nhiều lần ở Sài Gòn. Ở Miền Bắc, tác phẩm đã được Hoàng Cường dịch sang tiếng Việt với nhan đề Gatsby vĩ đại và được Nhà xuất bản Tác phẩm Mới xuất bản năm 1985. Một bản dịch khác được Trịnh Lữ dịch với nhan đề Đại gia Gatsby do Nhà xuất bản Hội nhà văn và công ty Nhã Nam xuất bản năm 2009. Nói về tựa đề bản dịch mới này, dịch giả Trịnh Lữ cho rằng "Gatsby chỉ là đại gia. Người tạo ra Gatsby mới thực sự vĩ đại".
Năm 2021, tác phẩm được Thiên Lương dịch với tựa đề Gatsby vĩ đại, một tập, khổ 13x20,5 cm, in tại Nhà xuất bản Văn Học.

## Chuyển thể
1. The Great Gatsby, do Herbert Brenon làm đạo diễn. Đây là một phim câm chuyển thể từ kịch bản sân khấu; dàn diễn viên gồm Warner Baxter, Lois Wilson và William Powell. Các đánh giá cho rằng nó có lẽ là bản chuyển thể trung thành với nguyên tác tiểu thuyết nhất, tuy nhiên người xem chỉ tìm thấy đoạn quảng cáo phim mới của phim này tại National Archives.[14]
2. The Great Gatsby, do Elliott Nugent đạo diễn – với các diễn viên Alan Ladd, Betty Field và Shelley Winters.
3. The Great Gatsby, do Jack Clayton đạo diễn. Đây là bản nổi tiếng nhất, với dàn diễn viên gồm Sam Waterston trong vai người dẫn truyện Nick Carraway, Mia Farrow trong vai Daisy Buchanan và Robert Redford trong vai Gatsby; biên kịch là Francis Ford Coppola.[14]
4. The Great Gatsby, do Robert Markowitz đạo diễn. Đây là phim dành cho truyền hình, với các diễn viên Toby Stephens, Paul Rudd và Mira Sorvino.
5. G, phim năm 2002 do Christopher Scott Cherot đạo diễn – phiên bản chuyển thể hiện đại hóa và không bám chặt vào nguyên tác, với các diễn viên Richard T. Jones, Blair Underwood và Chenoa Maxwell.
6. The Great Gatsby, đạo diễn Baz Luhrmann và các ngôi sao Leonardo DiCaprio, Amitabh Bachchan, Carey Mulligan, Tobey Maguire, Callan McAuliffe, Isla Fisher, Elizabeth Debicki, Gemma Ward, Joel Edgerton và Jason Clarke. Phim công chiếu năm 2013.